# Inverzió (meteorológia)
A meteorológiában inverziónak nevezzük azt a jelenséget, amikor nagyobb magasságban a levegő hőmérséklete magasabb, mint a földfelszín közelében.

## A jelenség leírása, magyarázata, nevének eredete
A levegő a Nap sugárzásának legnagyobb részét átengedi, ezért a Nap a levegőt közvetlenül nem melegíti jelentősen. Az, hogy a levegő hőmérséklete mégis magasabb a bolygóközi tér abszolút nulla fokhoz közeli hőmérsékleténél (kozmikus hattérsugárzás), annak köszönhető, hogy a földfelszín közvetlen hőátadás, illetve infravörös sugárzás útján felmelegíti az alsó légkört. Emiatt általános helyzetben a levegőnek a földfelszínhez legközelebbi része a legmelegebb, és a földfelszíntől távolodva átlagosan száz méterenként 0,65 °C-kal hidegebb.
Olyankor azonban, amikor a földfelszín tiszta, szélmentes időben nagy mennyiségű hőt sugároz ki éjszaka, és ezáltal erősen lehűl, a hajnali-reggeli órákban előfordul, hogy a levegő legalsó rétege hidegebb, mint a néhány száz méter magasan elhelyezkedő légrétegek. Ilyenkor tehát a szokásos hőmérséklet-eloszlás (nagyobb magasságban alacsonyabb hőmérséklet) megfordul, idegen szóval invertálódik – innen származik az inverzió elnevezés.
A reggeli felmelegedés hatására az inverzió a délelőtti órákra tipikusan feloszlik.

## Az inverzió hatása

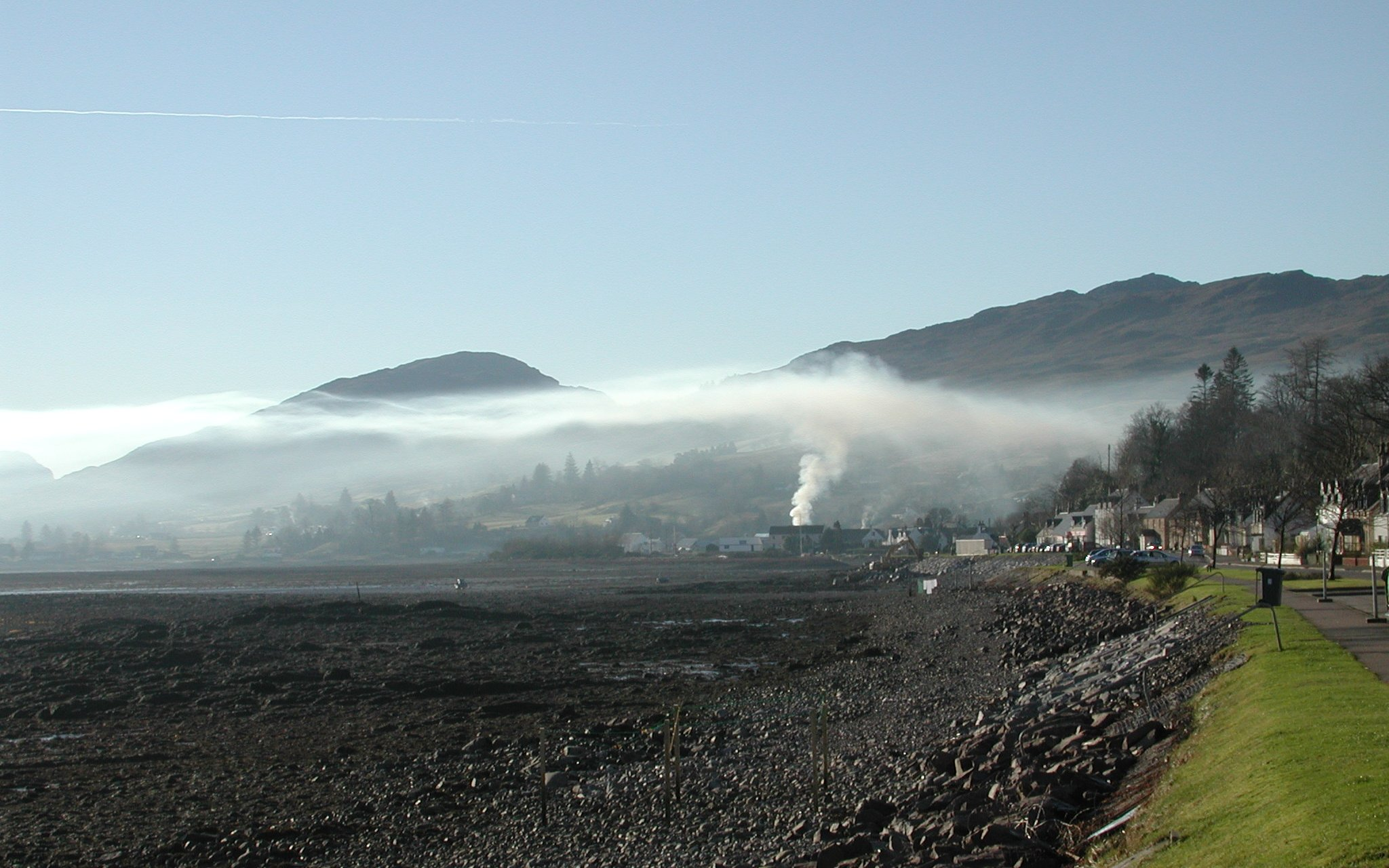
A skóciai Lochcarronban egy hideg januári éjszakát követően a kéményből felszálló füst az inverzió hatására megreked néhány tíz méteres magasságban.

Az inverzió lezárja a légkör legalsó rétegében a függőleges irányú légmozgást, mert a földfelszín közeli, kisebb sűrűségű légtömegek felemelkedve melegebb, még kisebb sűrűségű környezetbe kerülnek, ahol így felhajtóerő nem hat rájuk. Ennek hatására inverzió idején leáll a felhőképződés, illetve a levegő nedvességtartalma a földfelszín közvetlen közelében, köd formájában válik láthatóvá. Az inverziót kísérő gyakori jelenség az is, hogy a kéményből távozó füst nem száll föl, hanem a kémény fölött reked.